# Павле Кузмановски
Павле Кузмановски (на македонска литературна норма: Павле Кузмановски) е виден художник от Северна Македония.

## Биография
Роден в 1939 година в Тетово. В 1966 година завършва Академията за приложни изкуства в Белград. Ателието на Кузмановски се намира в родния му град, където има голяма колекция от художествени творби. В 1989 година изписва църквата „Свети Атанасий“ в тетовското село Фалише.
Член е на Дружеството на художниците на Македония.
В 2021 година му е връчена Държавната награда „Единадесети октомври“.

## Изложби
Кузмановски участва в над 250 колективни изложби в страната и чужбина.
- 1967 Тетово, Скопие (Везилка)
- 1968 Тетово, Скопие (Везилка)
- 1977 Нови сад, (Малък художествен салон)
- 1997 Музей на град Скопие (30 години творчество)
- 2005 Музей на град Скопие (Ретроспекция)
- 2007 Скопие, Национална галерия на Македония (40 години рисунки)

## Награди
Кузмановски е носител на много награди:
- 1968 Ноемврийска художествена награда на град Тетово
- 1980 Награда ДЛУМ – рисунка при НУБ „Свети Климент Охридски“ Скопие
- 1986 Награда и Повелба за сликарство ЛИКУМ на Авторската агенция за СРМ
- 1998 Награда Методия Ивановски-Менде, Живопис на минатюри, КИЦ Скопие